# Helicigona
Helicigona és un gènere de gastròpodes eupulmonats terrestres de la família Helicidae. Són cargols amb la conquilla força aplanada que els permet entrar, per exemple, dins les juntes de les parets de pedra seca.

## Taxonomia
Per bé que s'han descrit moltes espècies d'Helicigona, WoRMS només en reconeix quatre i dues d'elles dubtoses:
- Helicigona korabensis Subai, 1997
- Helicigona lapicida (Linnaeus, 1758)
- Helicigona edlaueri Knipper, 1941 (taxon inquirendum)
- Helicigona kaeufeli Knipper, 1939 (taxon inquirendum)

- Dard de Helicigona lapicida